# Јосип Шкорпик
Јосип Шкорпик (Трешт, код Јихлаве, 26. фебруар 1892 — Сплит, 31. мај 1973) био је генерал-потпуковник ЈНА.

## Биографија
У аустроугарској војсци завршио је Пешадијску кадетску школу 1913. године. После Првог светског рата био је официр Војске краљевине Југославије.
Народноослободилачкој војсци Југославије придружио се децембра 1942. године. Током рата био је на дужности начелника Штаба Четврте оперативне зоне Хрватске и Девете дивизије затим у Врховном штабу НОВ и ПО Југославије и Осмом корпусу, командант Официрске школе при Главном Штабу Хрватске, командант позадине Главног Штаба Хрватске и остало.
После рата је на разним дужностима у Генералштабу ЈНА.
Одликован је Орденом заслуга за народ са златном звездом, Орденом братства и јединства са златним венцем и осталим одликовањима.
Његов син био је Велимир Шкорпик, први командант Морнарице НОВЈ и народни херој Југославије.